# Hutchinsonia
Hutchinsonia  es un género con dos especies de plantas con flores perteneciente a la familia de las rubiáceas.
Es nativo del oeste del África tropical.

## Taxonomía
El género fue descrito por Nicholas Edward Brown y publicado en Journal of Botany, British and Foreign 66: 141. 1928.
Etimología
Hutchinsonia: nombre genérico que fue otorgado en honor del botánico inglés John Hutchinson.

## Especies aceptadas
A continuación se brinda un listado de las especies del género Hutchinsonia aceptadas hasta mayo de 2015, ordenadas alfabéticamente. Para cada una se indica el nombre binomial seguido del autor, abreviado según las convenciones y usos.	
- Hutchinsonia barbata Robyns (1928).
- Hutchinsonia glabrescens Robyns (1928).